# Szyk antenowy

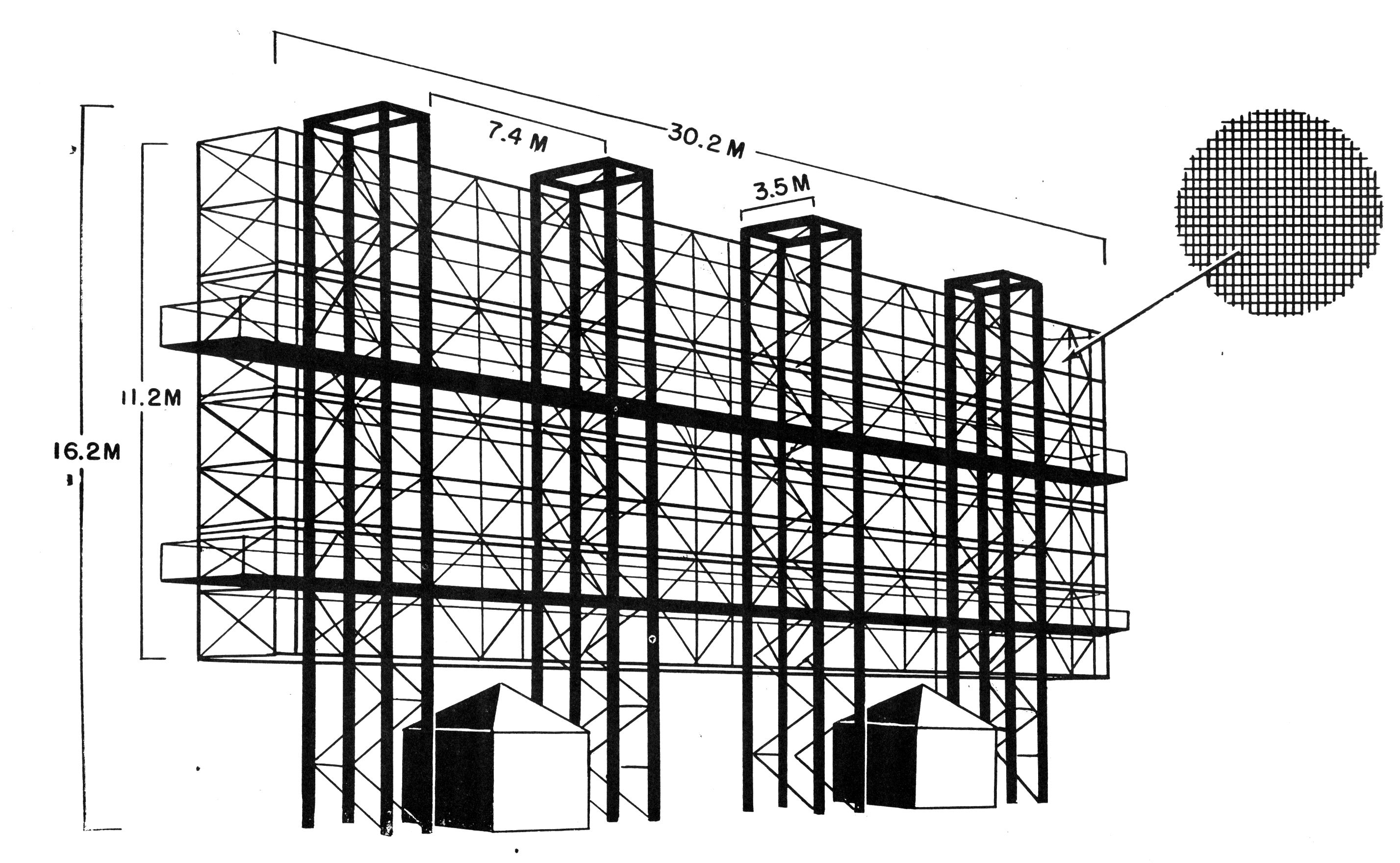
Radarowy szyk antenowy Mammut z II wojny światowej

Szyk antenowy – zespół promienników izotropowych takich, że prądy przez nie przepływające mają różne amplitudy i fazy. Są to promienniki częstotliwości i energii elektromagnetycznej. 
Szyk antenowy jest rozwiązaniem problemu zdefiniowanego jako ograniczenie działania pojedynczej anteny. Przykładem tego problemu jest dipol. Mimo że antena dipolowa pozwala na lepszą kontrolę kierunkowości niż antena dookólna (izotropowa), to zwiększanie długości dipola zmniejsza kontrolę nad kierunkowością. Stąd możliwość kontrolowania kierunkowości anteny przez zmianę jej długości jest mocno ograniczona. Większą elastyczność oraz kontrolę można uzyskać przez kierowanie wiązki za pomocą określonego ułożenia wielu radiatorów.
Istnieją dwa podstawowe rodzaje szyków antenowych, pasywne oraz aktywne.

## Ogólne rodzaje szyków
Istnieje parę ogólnych rodzajów szyków antenowych. Jeśli szyk ustawiony jest w linii prostej, nazywa się go szykiem liniowym. Anteny ustawione w linie równoległe na jednej płaszczyźnie są nazywane szykiem planarnym w dwóch wymiarach. Szyk antenowy może składać się z grupy radiatorów dookólnych. W grupie takich samych radiatorów wszystkie z nich muszą mieć tą samą orientację przestrzenną. Ta sama orientacja pozwala osiągnąć pożądany efekt wzmocnienia lub zmniejszenia natężenia pola elektrycznego. Ta sama orientacja zapewnia polaryzację w tym samym kierunku w przestrzeni.
Zysk szyku antenowego jest zasadniczo proporcjonalny do liczby poszczególnych anten, jednak jest ograniczony do tego, jak dokładnie mogą być one sfazowane razem, na przykład w szyku fazowanym. Straty związane z błędami fazowania są opisane równaniem Ruze'a.

## Pasywne i aktywne
Anteny paraboliczne są przykładami szyków pasywnych. Reflektor nie jest bezpośrednio połączony ze źródłem energii. Szyki aktywne, w których wszystkie elementy promieniujące są połączone ze źródłem energii, mają mniejsze straty niż szyki pasywne jednocześnie zachowując pewne własności wąskopasmowe. Szyki pasywne, takie jak reflektory paraboliczne, są stosowane przede wszystkim w antenach radarowych sterowania ogniem oraz innych instalacjach, jak systemy komunikacji mikrofalowej, które wymagają bardzo dokładnej (wąskiej) wiązki. Szyki aktywne są stosowane przede wszystkim jako anteny radarów obserwacyjnych, w których mniejsze znaczenie ma wąska wiązka, na rzecz mniejszych strat sygnału.  
Jeżeli wiele antenowych elementów półfalowych zostanie ustawionych względem siebie tak, że energia z poszczególnych elementów będzie się sumować na pewnych kierunkach, a kasować na innych kierunkach, wówczas system antenowy nazywany jest szykiem kierunkowym.
Sygnały z wielu różnych źródeł mogą dodawać się lub odejmować od efektu ogólnego. Przez właściwe sfazowanie energii dostarczanej do elementów antenowych oraz przez właściwe rozmieszczenie elementów możliwe jest kontrolowanie kierunkowości energii. Energia może być dodana na pożądanym kierunku oraz podana w przeciwfazie (odjęta) na kierunkach niepożądanych.
Szyki aktywne są zazwyczaj złożone z wielu dipoli półfalowych rozmieszczonych i sfazowanych tak, że pożądana charakterystyka kierunkowa zostaje osiągnięta. Prosty szyk antenowy składający się z dwóch elementów zamocowanych poziomo, o długości połowy fali oraz zasilonych w fazie daje charakterystykę promieniowania na kierunku pod kątem prostym do płaszczyzny zawierającej przewodnik anteny. Typowym przykładem szyku prostego jest instalacja antenowa radaru pozahoryzontalnego Duga koło Czarnobyla.
Anteny mocno kierunkowe mogą być skonstruowane  z dwóch lub więcej prostych dipoli półfalowych. Muszą być one rozmieszczone tak, żeby pola od danych elementów dodawały się na pewnych kierunkach i kasowały na innych. Taki zestaw elementów antenowych jest nazywany szykiem antenowym. Jeśli za szykiem dipoli umieszczony zostanie reflektor, wówczas promieniowanie zachodzi tylko w jednym kierunku – listek główny promieniuje w jedną stronę.